# Moussa N’Daw
Moussa N’Daw (ur. 15 lipca 1968 w Thiès) – senegalski piłkarz występujący na pozycji napastnika.

## Kariera klubowa
N’Daw rozpoczynał karierę w 1987 roku w zespole ASC Jeanne d’Arc. W debiutanckim sezonie 1987/1988 zdobył z nim mistrzostwo Senegalu. W 1988 roku przeszedł do francuskiego klubu Le Touquet AC, grającego w Division 2. Po sezonie 1988/1989 odszedł stamtąd do marokańskiego Wydadu Casablanca, z którym dwukrotnie zdobył mistrzostwo Maroka (1990, 1991).
W 1992 roku przeszedł do saudyjskiego klubu Al-Hilal (Rijad). W sezonie 1992/1993 wywalczył z nim wicemistrzostwo Arabii Saudyjskiej, a w następnym został królem strzelców ligi saudyjskiej. W 1994 roku został graczem portugalskiego zespołu SC Farense. W Primeira Divisão zadebiutował 10 grudnia 1994 w przegranym 0:2 meczu z Vitórią Guimarães, zaś 19 lutego 1995 w wygranym 1:0 spotkaniu z FC Tirsense strzelił swojego pierwszego gola w tych rozgrywkach. W Farense spędził sezon 1994/1995.
Następnie przeniósł się do tureckiego Kayserisporu. Swój pierwszy mecz w 1. Lig rozegrał 20 sierpnia 1995 przeciwko Denizlisporowi (0:0), a sześć dni później w przegranym 1:2 pojedynku z Galatasaray SK zdobył jedyną bramkę w lidze tureckiej. We wrześniu 1995 odszedł z klubu. W późniejszych latach występował jeszcze w saudyjskim Al-Riyadh SC, a także w piątoligowych rezerwach francuskiego Grenoble Foot 38.

## Kariera reprezentacyjna
W reprezentacji Senegalu N’Daw grał w latach 1987–1995. W 1990 roku został powołany do kadry na Puchar Narodów Afryki, zakończony przez Senegal na 4. miejscu. Zagrał na nim w meczach z Kenią (0:0), Kamerunem (2:0; gol), Zambią (0:0) i Algierią (1:2).
W 1992 roku ponownie wziął udział w Pucharze Narodów Afryki. Wystąpił na nim w spotkaniach z Nigerią (1:2) i Kamerunem (0:1), a Senegal odpadł z turnieju w ćwierćfinale.